# The Hole
The Hole är en brittisk långfilm från 2001 regisserad av Nick Hamm, baserad på en bok av Guy Burt.

## Handling
På en brittisk privatskola planeras en studieresa till Wales. Eleverna Mike, Frankie och Geoff tycker det hela låter tråkigt och vill hellre hitta på något kul. Skolans tönt, Martin, känner till en gammal bunker som han tänker låta dem hålla till i under förutsättning att de låter hans kompis Liz följa med, ett villkor de går med på. De beger sig ner i bunkern där de festar och har kul men Martin kommer aldrig tillbaka och snart inser ungdomarna att loppet är kört om ingen hittar dem.

## Om filmen
I boken är ungdomarna instängda i en övergiven källare, inte i en bunker, och Keira Knightley gjorde sin första lite större roll i denna film. 

## Rollista (i urval)
- Thora Birch – Liz
- Desmond Harrington – Mike
- Daniel Brocklebank – Martin
- Laurence Fox – Geoff
- Keira Knightley – Frankie
- Embeth Davidtz – Dr. Philippa Horwood
- Jemma Powell – Minnie